# Friedrich Tilegant
Friedrich Tilegant (* 18. Mai 1910 in Anderbeck (heute zu Huy); † 18. Februar 1968 in Pforzheim) war ein deutscher Dirigent und Violinist.

## Leben und Werk
Friedrich Tilegant begann seine Musikstudien mit Geigenunterricht bei seinem Vater. Er wechselte in das Fach Dirigieren und studierte bei Hugo Venus, Fritz Stein und Paul Hindemith in Berlin. 1938 absolvierte er das Abschlussexamen an der Berliner Hochschule für Musik.
Friedrich Tilegant war als 18-Jähriger als erster Geiger beim UFA-Orchester tätig. Im Zweiten Weltkrieg wirkte Friedrich Tilegant als Dirigent von Militärorchestern wie 1941/42 dem der „Oberfeldkommandantur des Sicherungsgebietes Lettland“. Zu Ende des Krieges ließ er sich als Musiklehrer und Organisator des Musiklebens in Pforzheim nieder. Er wirkte dort zunächst als Theaterkapellmeister. 1950 gründete er dort das Südwestdeutsche Kammerorchester Pforzheim, das er bis zu seinem Lebensende leitete. Unter der Leitung von Tilegant nahm dieses Orchester an den Salzburger Festspielen 1960 teil. Er unternahm mit dem Orchester 1964 eine Tournee durch die DDR. Er spielte zahlreiche Aufnahmen, unter anderem mit Solisten wie Maurice André, Frans Brüggen und dem Bratschisten Paul Doktor ein. Hoch bekannt wurden die Aufnahmen der Brandenburgischen Konzerte von Johann Sebastian Bach und der Werke Georg Philipp Telemanns.
Friedrich Tilegant wurde 1967 ehrenhalber zum Professor ernannt. Am 17. Dezember 1967 wurde er mit dem Ehrenring der Stadt Pforzheim ausgezeichnet.
Friedrich Tilegant starb am 18. Februar 1968 an einer Krebserkrankung in Pforzheim.